# Francesco Scipione Maria Borghese
Francesco Scipione Maria kardinal Borghese, italijanski rimskokatoliški duhovnik, škof in kardinal, * 20. maj 1697, Rim, † 21. junij 1759.

## Življenjepis
25. februarja 1728 je prejel duhovniško posvečenje, 8. marca je postal naslovni nadškof in 30. marca 1728 je prejel škofovsko posvečenje.
6. julija 1729 je bil povzdignjen v kardinala.
25. septembra 1752 je bil imenovan za škofa Albana in 12. februarja 1759 za škofa Porta e Santa Rufine.